# Eberhardsberg

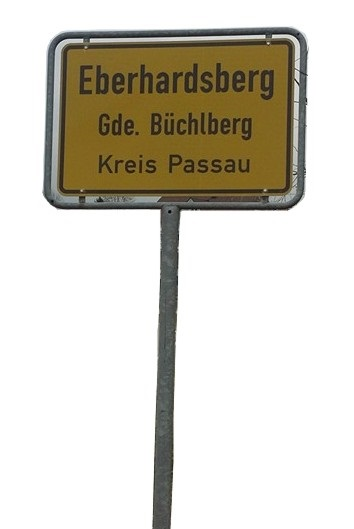
Ortstafel von Eberhardsberg

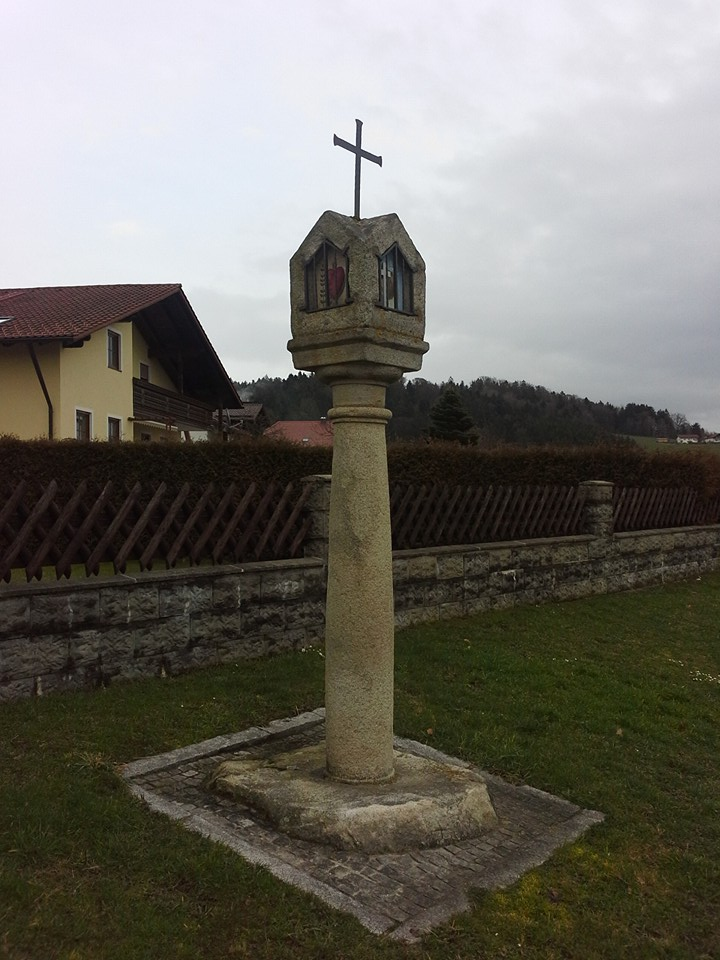
Pestsäule in Eberhardsberg am südlichen Ortseingang

Eberhardsberg ist ein Gemeindeteil von Büchlberg im niederbayerischen Landkreis Passau. Es handelt sich um ein Dorf mit 165 Einwohnern.